# Тайванський санкейк
Санкейк («сонячний пиріг», з англ. suncake), або тайян бінг, — це популярний тайваньський десерт, що походить з міста Тайчжун у центральній частині Тайваню. Типова начинка складається з мальтози (згущеного солодового цукру), і вони зазвичай продаються в спеціальних подарункових коробках як сувеніри для відвідувачів. У деяких відомих кондитерських завжди вишиковуються довжелезні черги, щоб купити тістечка в коробках.
Коржі мають круглу форму і можуть бути різного розміру. Характеризуються хрусткою скоринкою. Більшість людей їдять їх з чаєм, а дехто розчиняє в гарячій воді, щоб приготувати кашоподібний десерт.

## Походження
Перші сонячні коржі виготовила сім'я Лінь у районі Ше-Ко містечка Шенган округу Тайчжун (зараз це частина міста Тайчжун). Сім'я Лінь використовувала згущений солодовий цукор як начинку для коржів. Пізніше кондитер Вей Цін-хай модифікував тістечка до їх нинішнього вигляду.
Хоча спочатку вони не називалися «сонячними пирогами» («suncakes»), таку назву їм дав власник «Sun Booth», однієї з найвідоміших кондитерських, яка їх продає. Назва не була зареєстрована як торгова марка, і інші кондитерські використовували таку саму назву для своїх пирогів.